# Sijjaruit Qakurtanut Island
Sijjaruit Qakurtanut Island är en ö i Kanada.   Den ligger i territoriet Nunavut, i den östra delen av landet, 1 500 km norr om huvudstaden Ottawa. Arean är 1,8 kvadratkilometer.
Terrängen på Sijjaruit Qakurtanut Island är mycket platt. Öns högsta punkt är 31 meter över havet. Den sträcker sig 2,3 kilometer i nord-sydlig riktning, och 1,3 kilometer i öst-västlig riktning.
Omgivningarna runt Sijjaruit Qakurtanut Island är i huvudsak ett öppet busklandskap. Trakten runt Sijjaruit Qakurtanut Island är nära nog obefolkad, med mindre än två invånare per kvadratkilometer.